# Daniel Purcell
Daniel Purcell, angleški skladatelj in organist, * 1664, † 26. november 1717.
Njegov starejši brat, Henry Purcell, je bil tudi znan skladatelj.